# 大四家子镇
大四家子镇，是中华人民共和国辽宁省铁岭市昌图县下辖的一个乡镇级行政单位。

## 行政区划
大四家子镇下辖以下地区：
新河村、平安乡村、三眼井村、方家屯村、红石村、红新村、新立村、方家船口村、南腰村、北腰村、新生村、新发村和大四家子村。